# Ansemond
Ansemond (+ 754) fou un noble visigot amb títol de comte, que en circumstàncies desconegudes va crear un petit estat a la Septimània a Nimes (d'on era comte), Substancion (Mauguòu, abans dit Melguelh), Agde i Besiers. D'aquestes regions no se'n sap res des que hi va passar Carles Martell al final del 737, i cal suposar que fou llavors quan es van establir les bases d'aquest estat, bé per elecció dels propis habitants, per designació del valí musulmà o per la força de les armes.
Els Annals de Moissac i els Annals d'Aniana, escrits per un autor contemporani, expliquen que quan Pipí el Breu va pujar al tron (març del 751) un senyor got de nom Ansemond o Ansemundus (esmentat com a Misemond o Misemundus a la Crònica d'Uzès) dominava aquestes ciutats en les que aparentment la població musulmana havia estat expulsada. Ansemond estava casat amb una dona de nom Cauna. Se sap que en aquell temps Waifré, duc d'Aquitània, havia fet una incursió a Septimània en direcció a Narbona, i va combatre contra els visigots que s'oposaven als seus projectes. Ansemond per alguna raó es va aliar als francs. Ansemond va oferir a Pipí el lliurament de les ciutats que dominava, el rei va acceptar i va enviar un exèrcit (752) que en va prendre possessió. Ansemond i els altres senyors locals foren mantinguts en la possessió útil del territori. L'exèrcit franc es va acostar a Narbona i va devastar la regió. La possessió de la capital de Septimània li havia d'assegurar la resta de la província, però això també ho sabien els musulmans que estaven disposats a defensar-la; després de mesos de setge que no va reeixir, Pipí va aixecar el camp deixant un cos de tropes per mantenir el bloqueig amb l'esperança d'una futura rendició per manca de provisions, i al mateix temps com a protecció contra operacions dels musulmans contra la part de Septimània ja dominada. Aquestes tropes van quedar sota les ordres de diversos generals incloent Ansemond.
Després de l'expedició contra els saxons del 753, el desig de Pipí de protegir el papa Esteve II contra Astolf rei dels longobards va ocasionar diverses expedicions que no va permetre retornar al setge de Narbona. Allí Ansemond dirigia les operacions de bloqueig quan fou atret a una trampa per un dels seus servidors de nom Ermeniard, i va morir davant la ciutat en una sortida dels bloquejats (754).

## Nota
1. ↑  amb ajut de Waifré d'Aquitània o dels propis francs
2. ↑  que va morir durant una revolta o uns disturbis a Nimes el 756
3. ↑  i en va matar un gran nombre en determinat moment
4. ↑  Devic i Vaisette suposen que Ansemond aspirava a fer el mateix que s'havia fet a Astúries, Cantàbria i Sobrarb però com que l'estat de defensa d'aquestes ciutats era pèssim després de les destruccions de Carles Martell, i podien ser recuperades fàcilment pels àrabs, li calia el suport franc; però sembla més probable que Ansemond fos un senyor local, un terratinent ben emparentat com passava a altres llocs, que obeïa als musulmans i va lluitar contra els aquitans invasors, i només quan no va rebre ajut dels musulmans va girar els ulls cap als francs que podien ser millors protectors
5. ↑  entre els quals el pare de sant Benet d'Aniana, que era comte de Magalona, i del qual no es coneix el nom
6. ↑  o un vassall inferior com suggereix la crònica d'Uzès